# Walmuur van Heerlen
De uit breuksteen opgetrokken walmuur van Heerlen werd in 1244 aangelegd als verdedigingsmuur van de destijds aldaar bestaande militaire vesting die bekendstaat als het Landsfort Herle. De huidige omwalling bestaat uit een groot deel aan ondergrondse restanten en een kleine reconstructie bovengronds. De muur liep om de Sint-Pancratiuskerk heen en werd aan de buitenzijde omsloten door een twaalf meter brede stadsgracht, waarvan de laatste delen (op de Bongerd) rond 1899 werden gedempt. De loop van de oorspronkelijke stadswal en gracht is tegenwoordig nog in het stratenplan van het centrum van Heerlen te herkennen. 
De Schelmentoren maakte integraal onderdeel uit van de verdedigingslinie.
De omwalling is de enig overgebleven in haar soort in Nederland en werd in 1985 aangemerkt als rijksmonument.

## Galerij

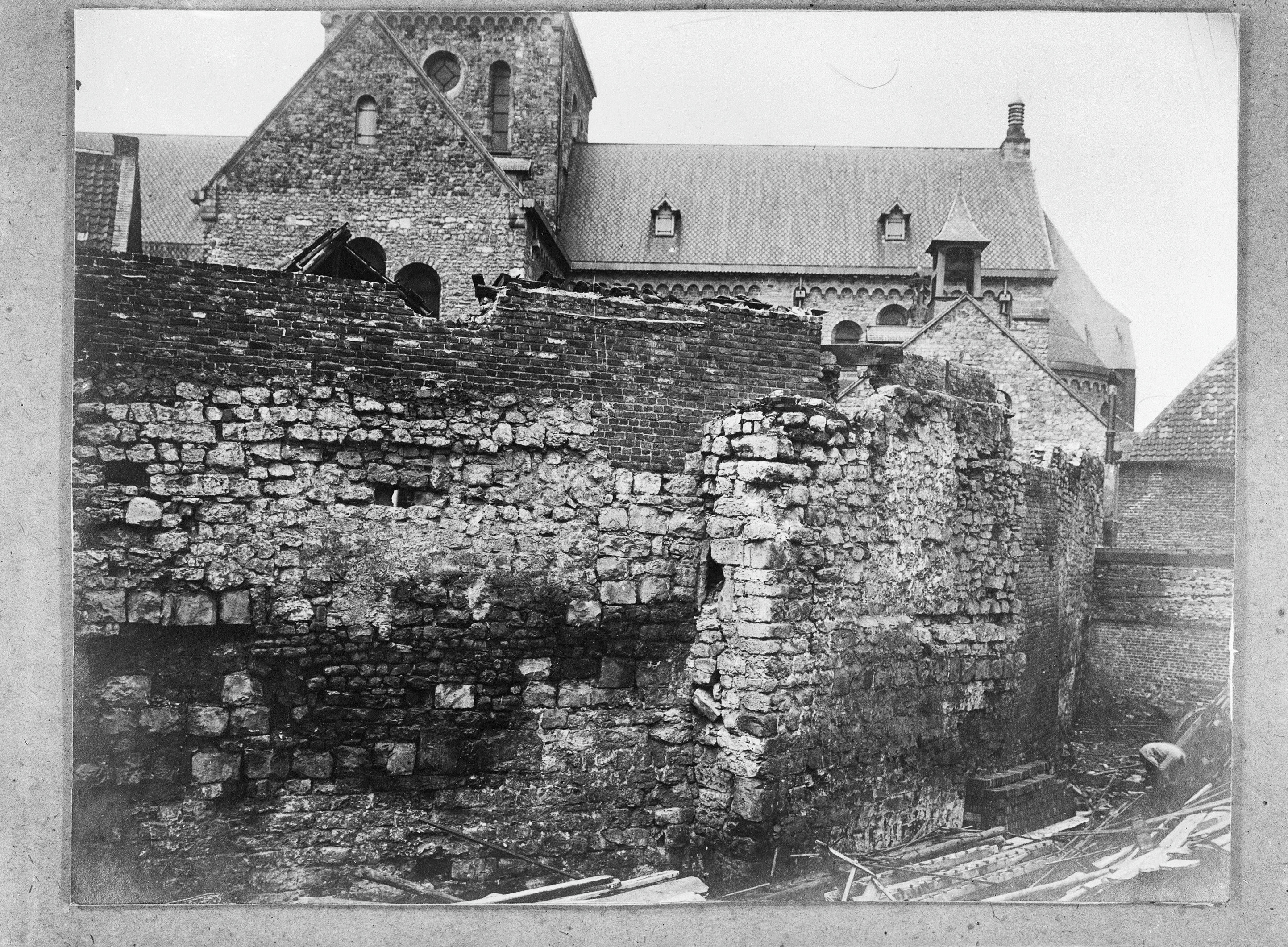
Restanten in 1915.
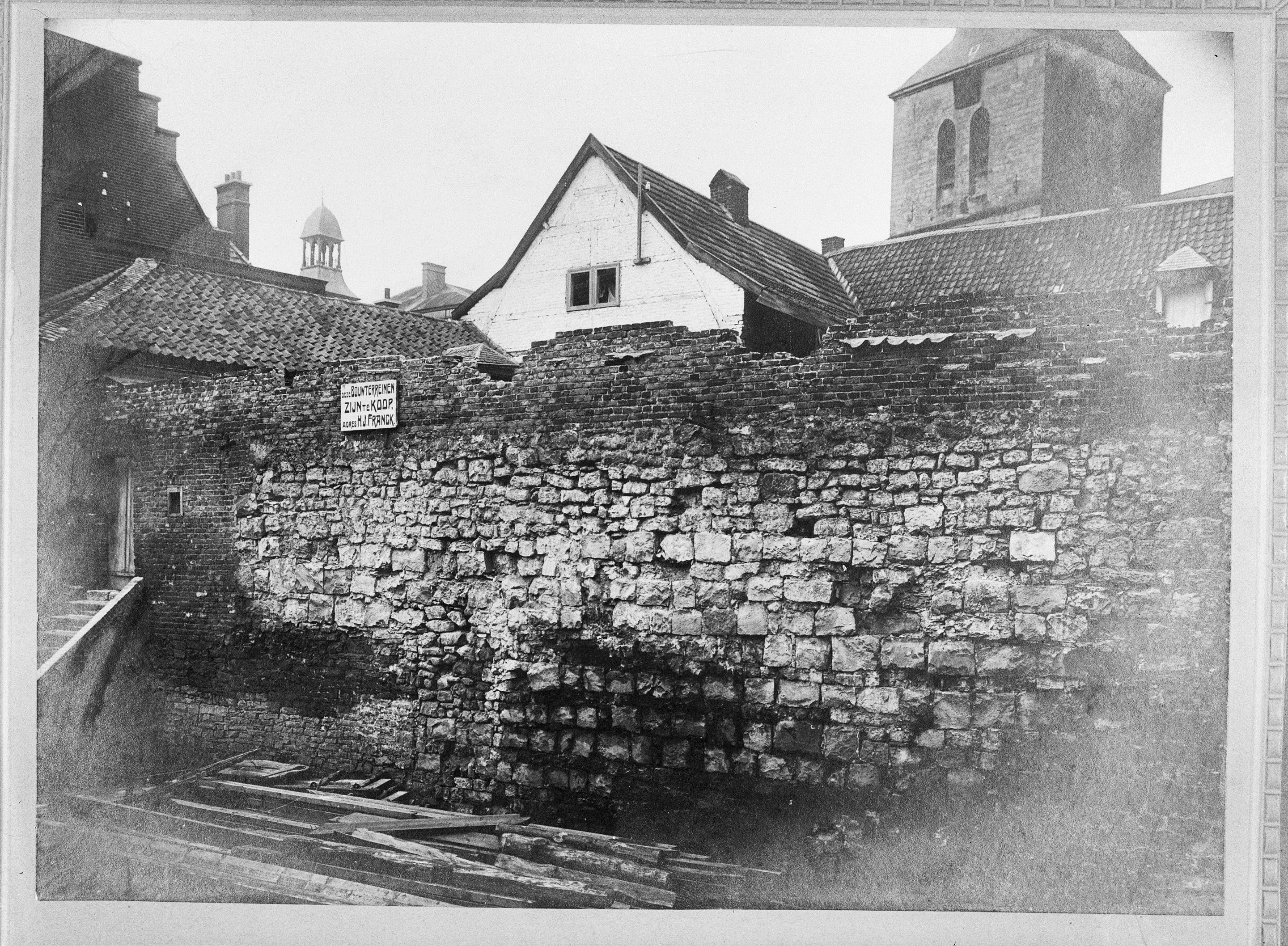
Restanten in 1915.
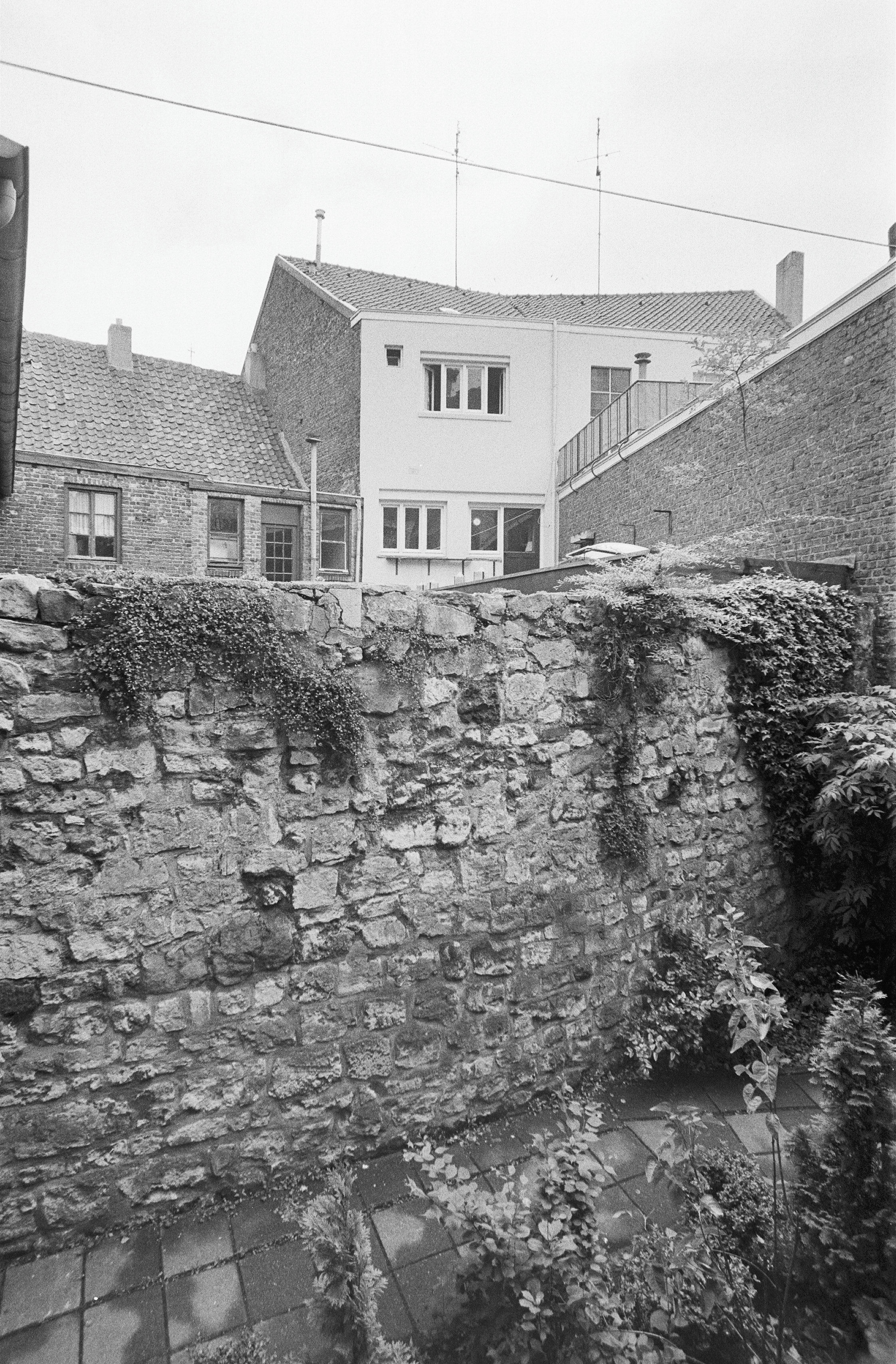
Restanten in 1980.
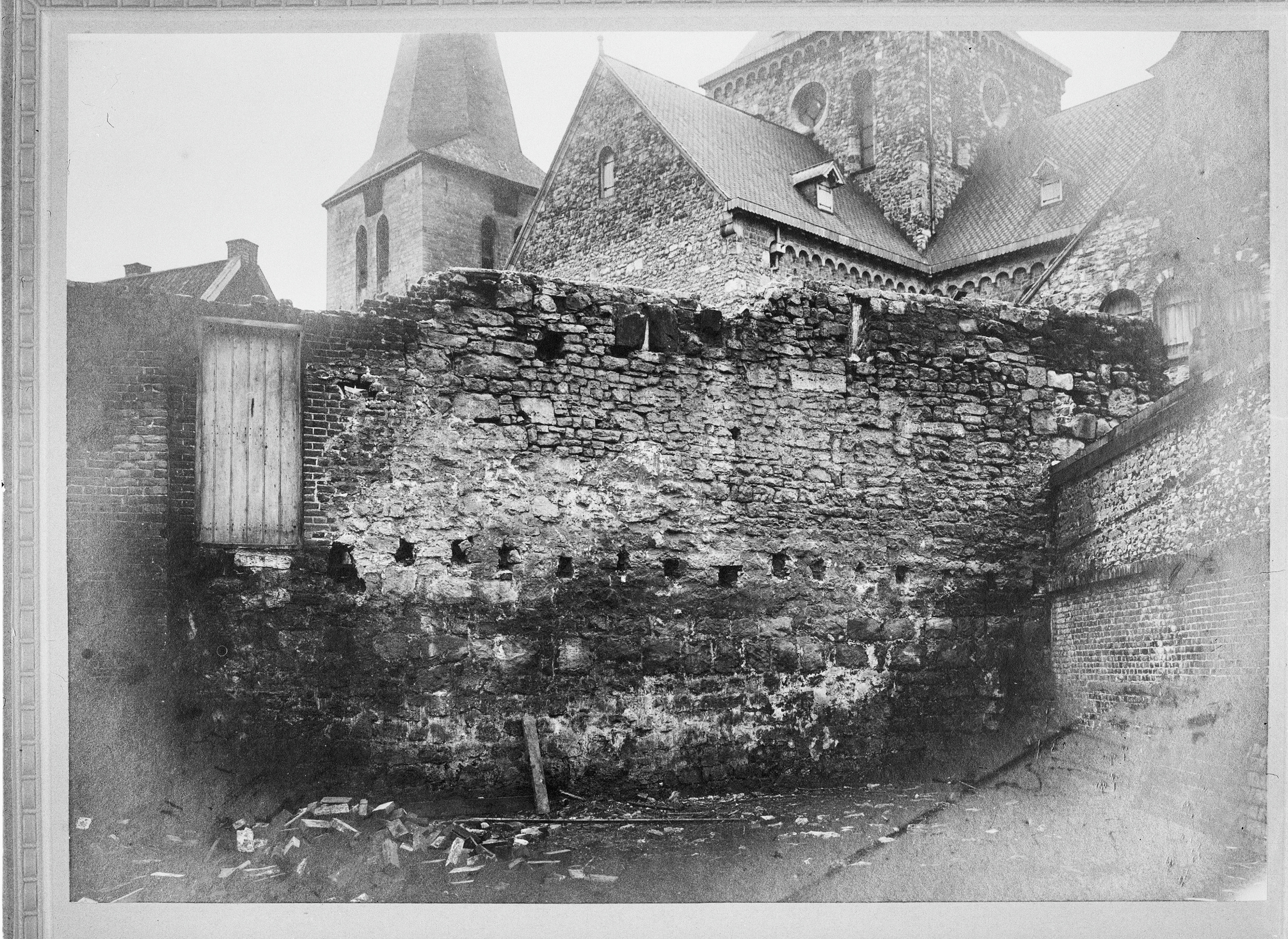
Restanten in 1915.